# 石川文康
石川 文康（いしかわ ふみやす、1946年 -2013年2月10日  ）は、日本の哲学者。イマヌエル・カントを研究。東北学院大学教授。

## 来歴
北海道出身。同志社大学大学院博士課程修了後、ハイデルベルク大学、ボン大学に留学、その後ミュンヘン大学、トリーア大学にて客員研究。東北学院大学助教授、教授。日本カント協会の役員も務めた。

## 人物
- 学部生への教養科目講義では、「理性の理は理由の理」という分かりやすいフレーズを用い、カント哲学・理性という概念についての講義を行っている。
- 無類の蕎麦好きは自他共に認めている。蕎麦に関する著書も多数ある。
- 髪型はカントを意識しており、特徴ある容姿で人気を博した[要出典]。

## 著書

### 単著
- 『カント入門』ちくま新書、1995
- 『そば打ちの哲学』ちくま新書、1996、ちくま文庫、2013
- 『カント　第三の思考―法廷モデルと無限判断』名古屋大学出版会、1996
- 『カントはこう考えた―人はなぜ「なぜ」と問うのか』筑摩書房、1998、ちくま学芸文庫、2009
- 『良心論―その哲学的試み』名古屋大学出版会、2001
- 『そば往生』筑摩書房、2002

### 共著・編著
- 『超越論哲学とはなにか（現代カント研究）』（中島義道、大橋容一郎、カント研究会と共編）晃洋書房、1996
- 『カント事典』（有福孝岳、黒崎政男、福谷茂、坂部恵、大橋容一郎、中島義道、牧野英二共編）弘文堂、1997
- 『ビジネスをめぐる知の饗宴』（佐藤邦広、半田正樹、関谷登、村山貴俊、高橋光一、岡田耕一郎らと）学文社、2000
- 『知のユーラシア１　「知は東から―西洋近代哲学とアジア―」』（堀池信夫、井川義次共編）明治書院、2013

### 訳書
- ティーネマン『川と湖－その自然と文化』人文書院、1979
- ニコライ・ハルトマン『哲学入門』（岩谷信と共訳）晃洋書房、1982
- ノルベルト・ヒンスケ『現代に挑むカント』晃洋書房、1985
- ノルベルト・ヒンスケ『批判哲学への途上で―カントの思考の諸道程』（有福孝岳、平田俊博と共訳）晃洋書房、1996
- イマヌエル・カント『純粋理性批判』（上下） 筑摩書房、2014

### 関連
- Katsutoshi Kawamura, "Zum Tod von Fumiyasu Ishikawa", Kant-Studien, Vol. 104, Issue 3, SS. 275–276, ISSN (Online) 1613-1134, ISSN (Print) 0022-8877, DOI: 10.1515/kant-2013-0019, September 2013.